# Victoire sur le soleil

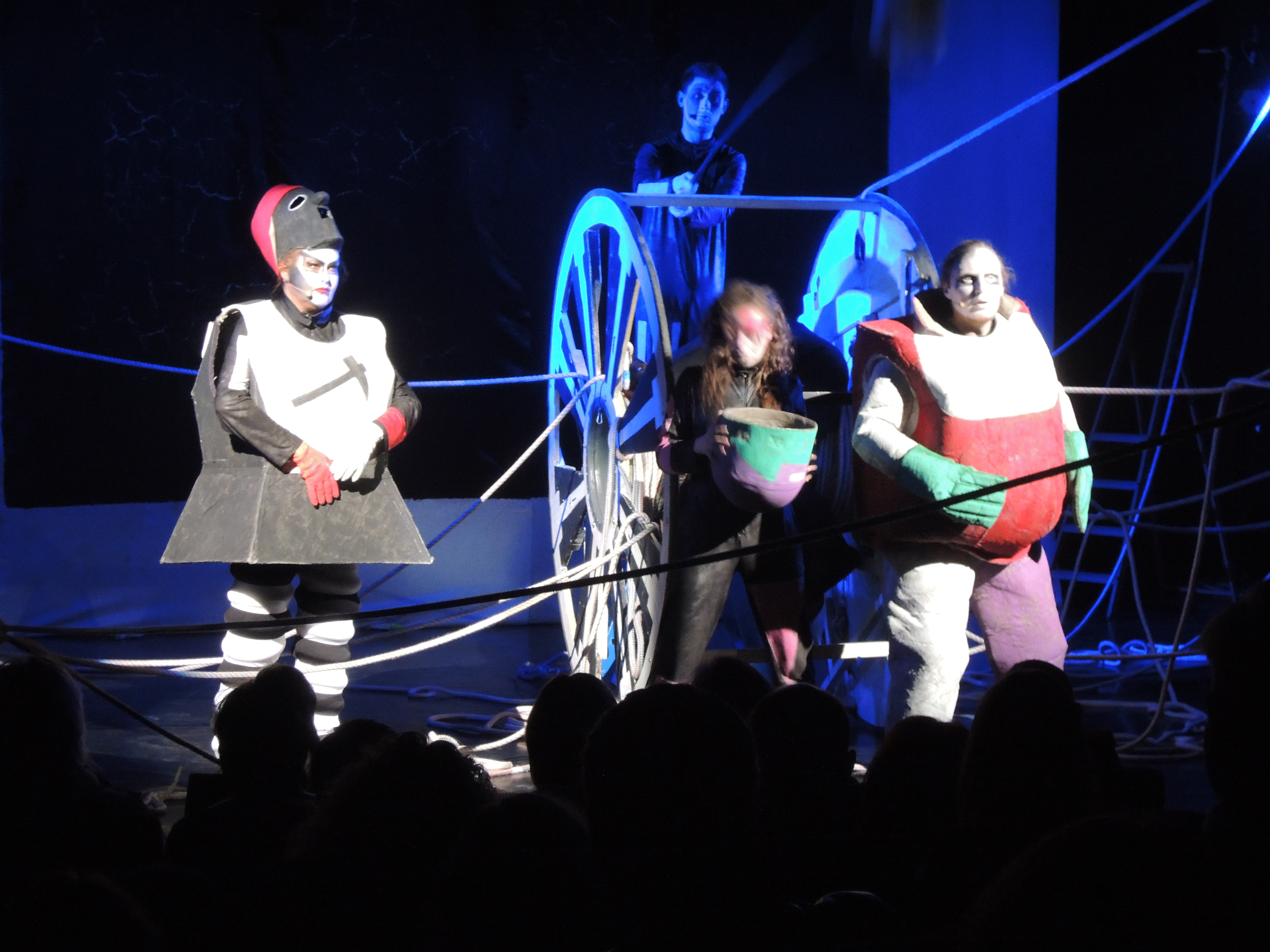
Victoire sur le Soleil (Stas Namin's theatre, Moscou, 2014)

Victoire sur le soleil (en russe : Pobeda nad solntsem / Победа над солнцем) est un opéra futuriste russe créé en 1913 au Luna Park de Saint-Pétersbourg.
Cet opéra cherchait à souligner les parallèles entre le texte littéraire, la partition musicale et les arts graphiques.
Le livret, écrit en zaoum, est dû à Alexeï Kroutchenykh, la musique a été écrite par Mikhaïl Matiouchine, le prologue fut ajouté par Vélimir Khlebnikov, et les décors furent exécutés par Kasimir Malevitch. La mise en scène fut dirigée par le groupe d'artistes Soyouz Molodyozhi.
L'opéra met en scène des personnages extravagants comme « Néron et Caligula en une seule personne », un « voyageur temporel », un « interlocuteur au téléphone », les « nouveaux », etc.
Le succès fut considérable, même si le public réagit négativement et violemment à la cacophonie musicale. Ultérieurement les critiques et les historiens délivrent un avis négatif, excepté pour le travail de Malevitch sur les décors et les costumes. Celui-ci attribuera à cette pièce l'origine de la peinture suprématiste. Le caractère absurde du livret lui avait inspiré des personnages en forme de marionnettes et des décors aux formes géométriques, ces formes influençant en retour le jeu des acteurs. C'est un des rares exemples où une pièce de théâtre génère une nouvelle forme de vision, puis un mouvement pictural.

## Livret en français
- La Victoire sur le soleil : opéra futuriste russe, livret de A. Kroutchonukh, prologue de M. Matiouchine, décors et costumes de K. Malevitch (livret : traduction, notes et postface de Jean-Claude Marcadé et Valentine Marcadé), l'Âge d'homme, 1976, 98 p. (BNF 34604570).